# Need for Speed: Hot Pursuit
Need For Speed: Hot Pursuit – szesnasta odsłona gry wyścigowej z serii Need For Speed została wydana 16 listopada 2010 roku przez Electronic Arts Inc. Jest to nowa wersja wydanych wcześniej gier Need for Speed III: Hot Pursuit i Need for Speed: Hot Pursuit 2, w których gracz mógł wcielić się zarówno w policjanta, jak i kierowcę biorącego udział w nielegalnych wyścigach.

## Wydanie
W grudniu 2010 pojawiła się w Apple Store wersja przeznaczona do telefonów iPhone oraz iPadów wyposażonych w wersję systemu 3.0 lub wyższą. W grze znacznie uproszczono sterowanie – pojazdy przyspieszają automatycznie, a skręcanie wykorzystuje wbudowany w urządzenia przyspieszeniomierz.
W listopadzie 2011 ukazała się wersja na Androida.
W listopadzie 2020 miała miejsce premiera odświeżonej wersji pod nazwą Need for Speed Hot Pursuit Remastered na platformach PC, Playstation 4, Xbox One i Nintendo Switch.

## Ścieżka dźwiękowa
| l.p. | Wykonawca                               | Tytuł                              |
| ---- | --------------------------------------- | ---------------------------------- |
| 1.   | Lemonade                                | "Big Weekend"                      |
| 2.   | Lupe Fiasco feat. Matthew Santos        | "Shining Down"                     |
| 3.   | Maximum Balloon feat. Theophilus London | "Groove Me"                        |
| 4.   | M.I.A.                                  | "Born Free"                        |
| 5.   | New Politics                            | "Yeah Yeah Yeah"                   |
| 6.   | Pendulum                                | "Watercolor"                       |
| 7.   | Pint Shot Riot                          | "Nothing From You (Redanka Remix)" |
| 8.   | Plan B                                  | "Stay Too Long (Pendulum Remix)"   |
| 9.   | Teddybears                              | "Devil’s Music"                    |
| 10.  | Travie McCoy                            | "Superbad (11:34)"                 |
| 11.  | We Have Band                            | "Divisive (Tom Starr Remix)"       |
| 12.  | White Lies                              | "Bigger Than Us"                   |
| 13.  | Weezer                                  | "Ruling Me"                        |
| 14.  | Bad Religion                            | "The Resist Stance"                |
| 15.  | Benny Benassi feat. Garry Go            | "Cinema"                           |
| 16.  | Black Rebel Motorcycle Club             | "Conscience Killer"                |
| 17.  | Chiddy Bang                             | "Opposite of Adults"               |
| 18.  | Deadmau5 feat. Sofi                     | "Sofi Needs A Ladder"              |
| 19.  | Does It Offend You, Yeah?               | "All The Same"                     |
| 20.  | Funeral Party                           | "Giant Song"                       |
| 21.  | Greenskeepers                           | "Live Like You Wanna Live"         |
| 22.  | Hadouken!                               | "Bombshock"                        |
| 23.  | Killa Kela                              | "Get A Rise"                       |
| 24.  | Klaxons                                 | "Echoes"                           |
| 25.  | Klaxons                                 | "Twin Flames"                      |
| 26.  | Lazee feat. Dead By April               | "Stronger"                         |
| 27.  | 30 Seconds to Mars                      | "Edge of the Earth"                |